# Ernest Asante
Ernest Asante (født 6. november 1988) er en ghanesisk fodboldspiller, der spiller for FC Nordsjælland. Han spiller hovedsageligt som kant, men kan også bruges i angrebet.

## Klubkarriere

### IK Start
Den 23. januar 2011 skrev Asante under på en treårig aftale med IK Start efter at have været til prøvetræning i klubben.

### Stabæk Fotball
Han skrev den 7. marts 2015 under på treårig aftale med Stabæk Fotball. Han scorede ti mål i 2015 i Tippeligaen, mens han stod noteret for to mål og fem assists i 2016, inden han skiftede til FC Nordsjælland i august.

### FC Nordsjælland
Den 18. august 2016 blev det offentliggjort, at Ernest Asante skiftede til FC Nordsjælland. Han fik sin debut i Superligaen dagen efter, da han blev skiftet ind efter 62 minutter i 1-1-kampen mod Randers FC.